# Paralimnophila minuscula
Paralimnophila minuscula är en tvåvingeart som först beskrevs av Alexander 1922.  Paralimnophila minuscula ingår i släktet Paralimnophila och familjen småharkrankar. Inga underarter finns listade i Catalogue of Life.